# Vernon Wells (attore)
Vernon George Wells, meglio conosciuto come Vernon Wells (Rushworth, 31 dicembre 1945), è un attore e doppiatore australiano.

## Biografia
Attore specializzato nei ruoli da antagonista, divenne noto principalmente per il ruolo di Wez, un capobanda psicotico nel cult fantascientifico Interceptor - Il guerriero della strada (Mad Max 2). Fra gli altri film a cui ha partecipato si segnalano Commando (1985), al fianco di Arnold Schwarzenegger, Salto nel buio (1987) e 2013 - La fortezza (1993), con Christopher Lambert. Nel film La donna esplosiva (1985), ha interpretato una parodia del proprio personaggio de Il guerriero della strada.
Wells ha inoltre alle spalle una lunga gavetta televisiva, che lo ha visto comparire sin dai primi anni settanta in serie come Homicide, Matlock Police e MacGyver; ha ricoperto il ruolo dell'antagonista Ransik nelle serie Power Rangers Time Force e Power Rangers Wild Force.
Come doppiatore ha lavorato soprattutto nel settore dei videogiochi.

## Filmografia parziale

### Attore

#### Cinema
- Interceptor - Il guerriero della strada (Mad Max 2), regia di George Miller (1981)
- La donna esplosiva (Weird Science), regia di John Hughes (1985)
- Commando, regia di Mark L. Lester (1985)
- Salto nel buio (Innerspace), regia di Joe Dante (1987)
- Intrigo a Hollywood (Sunset), regia di Blake Edwards (1988)
- L'androide (Circuitry Man), regia di Steven Lovy (1990)
- Undeclared War, regia di Ringo Lam (1990)
- The Shrimp on the Barbie, regia di Alan Smithee (1990)
- 2013 - La fortezza (Fortress), regia di Stuart Gordon (1993)
- Plughead Rewired: Circuitry Man II, regia di Steven e Robert Lovy (1994)
- Space Truckers, regia di Stuart Gordon (1996)
- Looney Tunes: Back in Action, regia di Joe Dante (2003)
- King of the Ants, regia di Stuart Gordon (2003)
- The Strange Case of Dr. Jekyll and Mr. Hyde, regia di John Carl Buechler (2006)
- No Name & Dynamite, regia di Errol Sack (2022)

#### Televisione
- Matlock Police – serie TV, episodi 4x33-4x35-6x01 (1974-1976)
- Homicide – serie TV, episodi 12x23-12x33 (1975)
- MacGyver – serie TV, episodi 1x05-3x14 (1985-1988)
- Supercar (Knight Rider) – serie TV, episodio 4x18 (1986)
- JAG - Avvocati in divisa (JAG) – serie TV, 2 episodi (2000)
- Power Rangers Time Force – serie TV, 30 episodi (2001)
- Power Rangers Wild Force – serie TV, 2 episodi (2002)
- Six Feet Down Under – serie TV, 2 episodi (2015-2016)
- War of Powers – serie TV, 1 episodio (2022)

### Doppiatore

#### Televisione
- The Drawn Together Movie: The Movie, regia di Greg Franklin - film TV (2010)

#### Videogiochi
- Golden Axe: Beast Rider (2007)
- Darksiders (2010)
- Diablo III: Reaper of Souls (2012)
- Darksiders II (2012)
- Deus Ex: Mankind Divided (2016)
- Darksiders Genesis (2019)

## Doppiatori italiani
Nelle versioni in italiano delle opere in cui ha recitato, Vernon Wells è stato doppiato da:
- Paolo Lombardi in Commando
- Massimo Pizzirani in 2013 - La fortezza
- Michele Gammino in Space Truckers
- Franco Zucca in Power Rangers Time Force
- Saverio Indrio in Power Rangers Wild Force

Da doppiatore è sostituito da:
- Tony Fuochi in Darksiders, Darksiders II
- Marco Pagani in Deus Ex: Mankind Divided